# Félix Pérez Marcos
Félix Pérez Marcos (Madrid, 13 de junio de 1901-ibidem, 12 de septiembre de 1983) fue un futbolista español que jugaba de centrocampista.

## Trayectoria
- Categorías inferiores del Recreativo Español de Madrid[2]
- Categorías inferiores del Real Madrid Football Club
- 1921-28 Real Madrid Football Club
- 1929-30 Racing de Madrid
- 1930-31 Athletic de Madrid

## Internacionalidades
- 1 vez internacional con España.
- Debutó con España el 27 de mayo de 1927 en París contra Francia